# Chimmi

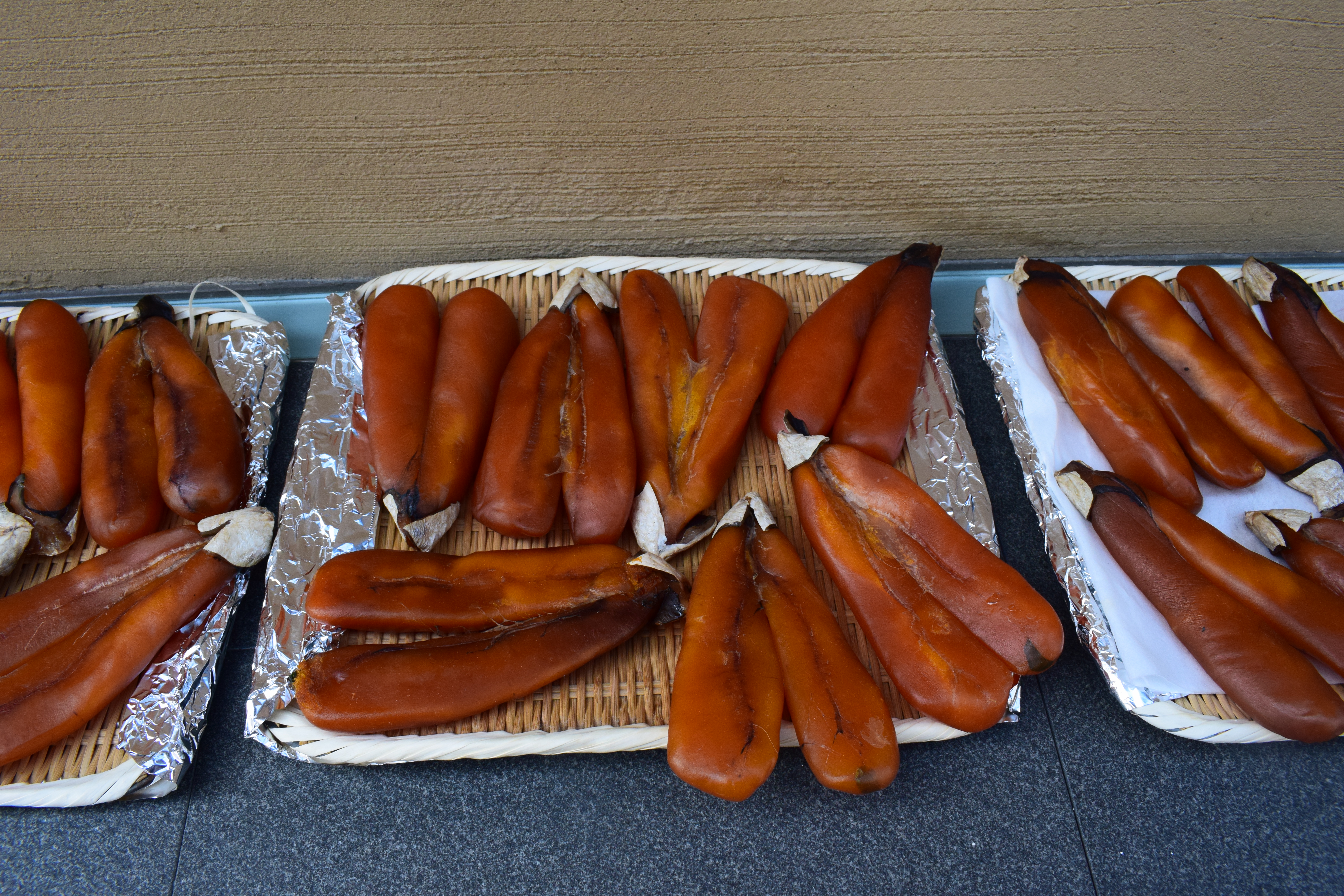
Karasumi, ein Fischereierzeugnis, das durch Einsalzen von Meeräschenrogen und Trocknen im Sonnenlicht hergestellt wird.

Chimmi (jap. 珍味, dt. Delikatesse) sind Spezialitäten der Küche in Japan, die als Snack (酒肴, sakesakana) zum Sake gereicht werden. Meist sind sie auf Fisch- bzw. Meeresfrucht-Basis und spielen oft im Zusammenhang mit dem Sake ihren hohen Gehalt an natürlichen Geschmacksverstärkern aus. Viele der Chimmi werden in bestimmten Regionen hergestellt.
Die drei größten Delikatessen Japans (日本三大珍味, Nippon sandai chimmi) sind Uni (gesalzene und eingelegte Seeigel-Gonaden), Karasumi (getrockneter Meeräschen-Rogen) und Konowata (Seegurken-Innereien).

## Liste der Chimmi

### RegionHokkaidō
- Hizunamasu – Süß-saurer Knorpel vom Lachskopf
- Ikanankotsu – gekochte Knorpel von Kalmaren
- Kankai – getrockneter Komai-Fisch oder Safrankabeljau (Eleginus gracilis).  Er kann allein, gebraten oder in einer Sauce aus Mayonnaise, Sojasauce und einer Prise rotem Pfeffer gegessen werden.
- Kirikomi – Mit Salz fermentierter kleingeschnittener Fisch und seine Innereien
- Matsumaezuke
- Mefun – Eingelegte Niere vom Lachs
- Saketoba – ein geräucherter Lachs
- Tachikama
- Uni – Seeigelgonaden

### RegionTōhoku
- Awabi no Kimo – Gemahlene Innereien von Awabi (Abalone-Muscheln)
- Dompiko – Lachsherz. Da jeder Fisch nur eines hat, ist es selten.
- Momijizuke – Schnitzel aus frischem Lachs und Lachsrogen (Ikura; werden zusammen sauer eingelegt).
- Tomburi – Spezialität der Präfektur Akita. Getrocknete Samen der Hosagi (Sommerzypresse, Kochia scoparia schrad.)

### RegionKantō
- Ankimo – Frische oder gedünstete Leber des Anko (鮟鱇 ‚Anglerfisch, genauer Seeteufel – Lophius piscatorius‘)
- Chikuwabu
- Kusaya – Getrockneter und sauer eingelegter Fisch der Izu-Inseln

### RegionChūbu
- Fugu no Ranso no Nukazuke – In Reiskleie eingelegte Rogen vom Fugu. Erst nach langjähriger Fermentation verlieren sie ihre Giftigkeit.
- Hebo
- Ika no Maruboshi – Im ganzen getrockneter Tintenfisch
- Inago no Tsukudani
- Konowata
- Kuchiko – Getrocknete Gonaden der Seegurke
- Kurozukuri
- Zazamushi – Steinfliegenlarven, frittiert oder mit Sojasauce gekocht.

### RegionKinki
- Daitokuji Natto
- Funazushi
- Kinzanji Miso

### RegionChūgoku
- Hiroshimana

### RegionShikoku
- Chorogi – Knollen-Ziest
- Katsuo no Heso – Herz vom Bonito
- Shuto – Fermentierter Magen vom Bonito

### RegionKyūshū
- Ganzuke aus der Präfektur Saga
- Karashi Mentaiko aus Fukuoka – Scharf eingelegter Rogen vom Alaska-Seelachs
- Karashi Renkon aus Kumamoto – Lotuswurzel mit Senf
- Karasumi aus Nagasaki
- Okyuto aus Fukuoka – Gel aus einer Algenart. Besonders gut mit Bonitoflocken und Sojasauce auf heißem Reis

### Okinawa
- Tofuyo – Roter, fermentierter Tofu. Ähnelt dem chinesischen, fermentierten Tofu.
- Umibudo (海ぶどう, Caulerpa lentillifera) – Eine Grünalgenart mit essbaren traubenförmigen "Früchten", die an den Trieben hängen.